# Estadio Olímpico Universitario
Az Estadio Olímpico Universitario Mexikó második legnagyobb stadionja. Mexikóvárosban található, jelenleg a Pumas de la UNAM csapat otthona.

## Az épület
A Mexikóváros délnyugati részén, Coyoacán kerület nyugati részén álló stadion 68 954 fő befogadóképességű, mellette egy 2618 (más forrás szerint 5782) jármű számára elégséges parkoló található. Homlokzatát Diego Rivera színes, domborművű falfestménye dísziti, címe La Universidad, la Familia y el Deporte en México („Az egyetem, a család és a sport Mexikóban”). A képen az egyetem jelképmadarai, egy sas és egy kondorkeselyű atlétákat védelmez kiterjesztett szárnyaival, középen egy kezeiben galambot tartó lány, lent pedig az ősi azték jelkép, a tollas kígyó látható.
A pálya modern vízelvezető rendszerrel rendelkezik, 42 kapuján keresztül pedig akár 20 perc alatt is kiüríthető a megtelt nézőtér. Futópályájának belső kerülete 400 méter, az egyenes szakaszok hossza 80,62–80,62 m, a kanyarulatoké egyenként 119,38 m. A stadion rendelkezik megfelelő pályákkal a magasugrás, a rúdugrás, a távolugrás, a hármasugrás, a súlylökés, a diszkoszvetés, a gerelyhajítás és a kalapácsvetés számára is.

## Története
A Mexikói Autonóm Nemzeti Egyetemhez tartozó stadiont 1950. augusztus 7-én kezdték építeni az Egyetemváros első építményeként, Augusto Pérez Palacios, Raúl Salinas Moro és Jorge Bravo Jiménez építészek tervei alapján. A 28 millió pesóba kerülő építkezésen több mint 10 000 munkás dolgozott, falazásához többnyire a környékről származó vulkanikus köveket használtak fel. Az elkészült épületet 1952. november 20-án avatta fel Mexikó akkori elnöke, Miguel Alemán, valamint az egyetem rektora, Luis Garrido. Aznap délután 5 óra 30 körül kezdődtek meg a stadionban a 2. Nemzeti Ifjúsági Játékok.
1968-ban itt rendezték az olimpiai játékok több versenyszámát, ebben a stadionban állította fel például Bob Beamon a 8,90 méteres, sokáig megdönthetetlen távolugrórekordját. 1986-ban otthont adott a labdarúgó-világbajnokság több mérkőzésének is. 1955-ben és 1975-ben itt kaptak helyet a pánamerikai játékok sporteseményei, 1954-ben és 1991-ben itt rendezték meg a közép-amerikai és karibi játékokat, 1979-ben pedig az universiadét.
1985. május 26-án itt történt a mexikói labdarúgás legtöbb halálos áldozattal járó tragédiája: az América elleni döntőre akkora volt az érdeklődés, hogy amikor a stadion már megtelt, még mindig legalább 30 000-en tolongtak az épület körül, köztük sokan dühösen. A tolongás során az egyik bejárati alagútban hét embert tapostak halálra, egy nyolcadik személy pedig később a kórházban vesztette életét. A két legfiatalabb áldozat (Juan Carlos Barranco és José Víctor Herrera de la Rosa) mindössze 12 éves volt.

## Világbajnoki mérkőzések a stadionban
| Dátum            | Csapat #1   | Eredmény | Csapat #2     | Forduló      | Nézőszám |
| ---------------- | ----------- | -------- | ------------- | ------------ | -------- |
| 1986. június 2.  | Argentína   | 3–1      | Dél-Korea     | A csoport    | 60 000   |
| 1986. június 5.  | Dél-Korea   | 1–1      | Bulgária      | A csoport    | 45 000   |
| 1986. június 10. | Argentína   | 2–0      | Bulgária      | A csoport    | 65 000   |
| 1986. június 17. | Olaszország | 0–2      | Franciaország | Nyolcaddöntő | 70 000   |